# Бела Новакович
Бела Новакович (мађ. Novákovits Béla) је био високи официр Краљевине Мађарске између два рата и до окупације Југославије од стране Осовинских снага 1941. године. У то време носио је чин генерал-потпуковника (по једном извору, погрешно наводећи, подмаршала). Након Априлског рата именован је за начелника војне управе на територији Југославије окупираној и анексираној од стране Мађарске, у Бачкој. На тој функцији био је само кратко време, до пензионисања и повлачења из војне службе исте године. Новакович је био српског порекла па се због тога у неким изворима помиње и као Новаковић.

## Живот и војна каријера
Бела Новакович рођен је у румунском Банату, у српској породици, али му је мајка била Мађарица, Етелка Хусти (мађ. Huszti Etelka). Завршио је студије на војној академији у Печују, а 1904. године са чином заставника распоређен је у домобрански (мађ. honvéd) 26. пешадијски пук у Карловцима. За време Првог светског рата служио је најпре као капетан, а затим је након оспособљења био на дужности команданта главног штаба. Одликован је за ратне заслуге аустријском краљевском бронзом, медаљом Сигнум Лаудис са мачевима на ленти.
Након рата служио је као професионални војник у следећим позицијама: као начелник штаба 5. мешовите бригаде у Сегедину, у чину пуковника (1926–1929); затим унапређен у генерал-мајора као командант Краљевског војног Института за спорт и мачевање Миклош Толди (1935-1938); уочи Другог светског рата као командант војне управе Закарпатја у југозападној Украјини (1939). Пензионисан је у чину генерал-потпуковника 1941. године, уз почасти са доделом мађарског Ордена за заслуге са крстом и звездом.
Новакович је био мајстор сабље и инструктор мачевања. Течно је говорио мађарски, српски, немачки и италијански језик, а био је православне вероисповести.
У мађарској војној историографији име Беле Новаковича спомиње се искључиво у позитивном контексту. Од својих подређених и од својих питомаца тражио је тачност, уредност и спремност. Увек их је контролисао лично и неочекивано, са њима био директан, а свака грешка записивала се у годишњи извештај. Гледајући их право у очи, током предаје својих писмених мишљења дипломцима је рекао "Ако се слажете са изнетим, ставите свој потпис".

## Улога у рату на територији окупиране Југославије
Мађарска војска је упркос потписаном пријатељству између две земље на Хитлерово инсистирање у пролеће 1941. напала Краљевину Југославију. У Војводини су мађарске војне јединице окупирале Бачку и Барању, Немачка је држала Банат, док су Срем окупирали Хрвати. Мерама војног статаријума покушан је слом било каквог отпора према новом режиму који је био фашистичког уређења. Почеле су масовне депортације Јевреја, Срба и Рома. Сасвим је могуће да је Новакович смењен због његове неактивности или неефективности у тим акцијама етничког чишћења, пошто се војни врх којем је био подређен залагао за "најжешћи обрачун" са онима који се успротиве, а према речима Хенрика Верта (мађ. Werth Henrik), начелника Генералштаба, нарочито према Србима више није требало имати уступака. Врх српске војске је обавештен о намери да се из Бачке депортују сви колонисти пристигли након Тријанонског споразума, а чији број је процењен на 150.000. Пошто је целокупан спрски живаљ у Бачкој тада износило око 160.000 (а само мали број нису били староседеоци него колонисти) тај план би значио прогон целокупног српског грађанства. Готово је сигурно да као професионални војник и припадник те етничке групе Новакович није подржавао прогон Срба.

## Белешке
1. ↑  Мађарски премијер Пал Телеки је дан после што је усвојен немачко-мађарски план за напад на Југославију извршио самоубиство. Телеки је био члан делегације која је 12. децембра 1940. у Београду потписала Уговор о вечном пријатељству и миру између Југославије и Мађарске. Мађарска је ипак 6. априла 1941. напала Југославију.
2. ↑  Окупационе власти су – нарочито након сукоба са партизанима, или ако су они направили диверзију или заседу патролама и жадармерији – држале рацију. У периоду трајања ових рација доношене су непосредне мере: општа забрана кретања између 8 и 18 часова, забрана груписања на улици, све врсте јавног превоза укључујући аутобус и воз, престанак поштанске испоруке, забрана слушања радија, за кривично дело туче или крађе претња преког суда итд. (види приложену фотографију прогласа). У времену рације настојало се пронаћи ко од грађана сарађује са партизанима и ко их скрива. Међутим, рација у Новом Саду завршила се ескалацијом и демонстрацијом бруталне силе. Официри одговорни за почињена злодела касније су током суђења кривицу пребацивали једни на друге, на немачку СС јединицу пребачену из Петроварадина итд. А истини припада и чињеница да је од стрељаних одузета значајна новчана имовина, и тиме је злоделу прикључена и пљачка. Иницијатори су изручени и суђено им је 1945. године у Новом Саду.